# Josef Dobrovský
Josef Dobrovský (Gyarmat, Mađarska, 17. kolovoza 1753. – Brno, 6. siječnja 1829.), češki filolog
U Pragu je studirao na filozofskom i teološkom fakultetu te bio rektor sjemeništa u Hradištu kod Olomouca. Središnja je ličnost češkog narodnog preporoda i slavističkih znanosti svoga doba. Napisao je češku gramatiku te 20 godina skupljao leksičku građu za njemačko-češki rječnik.
Udario je temelje slavenskom etimološkom istraživanju raspravom "Nacrt za opći etimologikon slavenskih jezika". Napisao je "Udžbenik staroslavenskog jezika" koji je prva znanstvena gramatika staroslavenskog jezika.